# Benny Washington
Benny Washington (* um 1900; † nach 1934) war ein US-amerikanischer Jazzmusiker (Schlagzeug, Vibraphon) und Bandleader.

## Leben und Wirken
Washington leitete Mitte der 1920er-Jahre in St. Louis die Formation Bennie Washington's Six Aces, mt der er 1929 für Okeh Records aufnahm („Compton Avenue Blues“). Washingtons Band genoss in der zweiten Hälfte der 1920er große Popularität im Raum St. Louis, wo sie meist auf dem Flussdampfer St. Paul auftraten. Ab Ende des Jahrzehnts spielte er in Chicago bei Earl Hines und 1931–35 bei Jimmie Noone. Im Bereich des Jazz war er zwischen 1925 und 1935 an zwölf Aufnahmesessions beteiligt.